# Brahmina malaccensis
Brahmina malaccensis är en skalbaggsart som beskrevs av Kirsch 1875. Brahmina malaccensis ingår i släktet Brahmina och familjen Melolonthidae. Inga underarter finns listade.